# Petiville, Calvados
Petiville är en kommun i departementet Calvados i regionen Normandie i norra Frankrike. Kommunen ligger i kantonen Cabourg som ligger i arrondissementet Caen. År 2022 hade Petiville 559 invånare.

## Befolkningsutveckling
Antalet invånare i kommunen Petiville
Referens:INSEE